# Américo Boavida
Américo Alberto de Barros e Assis Boavida, detto Dr. Américo Boavida (Luanda, 20 novembre 1923 – Bundas, 25 settembre 1968), è stato un medico e politico angolano.
Esponente del Movimento Popolare di Liberazione dell'Angola (MPLA), fu uno dei primi organizzatori del Serviços de Assistência Médica (SAM), servizio medico del movimento anti-colonialista.
Nel 1947 si laureò in medicina e chirurgia all'università di Porto in Portogallo. Rientrò in Angola nel 1955 e si unì al MPLA nel 1960. Di questa organizzazione fu membro del Comitato Direttivo per le relazioni esterne, operante da Léopoldville (oggi Kinshasa, capitale della Repubblica Democratica del Congo). Qui guidò anche il Centro voluntário de assistência aos Angolanos (CVAAR) dal 1962 al 1963, quando il governo congolese tolse l'appoggio e mise al bando il MPLA. Boavida si spostò quindi in Marocco, dove lavorò per tre anni. A Rabat scrisse il libro "Angola: cinque secoli di colonialismo portoghese" e conobbe Kheira Ikhlasse da cui ebbe il suo unico figlio Mudumane Diógenes Van-Dúnem Boavida (nato il 13 ottobre 1965). Tornato in Angola nel 1967 in piena guerra, morì in un bombardamento dell'esercito portoghese il 25 settembre dell'anno successivo.
Ad Amerigo Boavida è stato intitolato l'ospedale della capitale Hospital Universitário de Luanda ed una via nella città. La data del 25 settembre, giorno della morte, è stata intitolata "Giornata nazionale della salute dei lavoratori" dell'Angola.